# Eugène Habert
Pour les articles homonymes, voir Habert.
Eugène Habert, né le 20 mai 1842 à Paris où il est mort le 19 juillet 1916, est un peintre de genre, portraitiste, peintre décorateur, critique d'art et écrivain français.
Lors d'un duel au pistolet, il tue le peintre Philippe Félix Dupuis.

## Biographie

### Naissance et formation
Eugène Habert naît le 20 mai 1842 à Paris. Il est l'élève de Gleyre, Bonnat et de Jules Lefebvre.

### Carrière
Eugène Habert est un peintre de genre et portraitiste. En 1863 il participe à l'Exposition des Beaux-Arts appliqués à l'industrie avec un panneau décoratif peint à l'huile. En 1864 il débute au Salon. Il participe aux Salons de la Nationale des Beaux-Arts. Eugène Habert participe à l'Exposition universelle de Liège de 1905.
Il fait plusieurs expositions particulières. La dernière, au Figaro, inspire les réflexions suivantes à Charles Formentin (d)  :

« Habert est farouche et un timide. On ne le rencontre nulle part en ce Paris où les réputations se font dans les coteries, où les renommées naissent souvent de l'intrigue. Seuls, quelques intimes connaissent la thébaide d'art et de rêve où sa fière indépendance s'est réfugiée. »

— Curinier.
Eugène Habert fait de nombreuses décorations de monuments publics, notamment celle de l'Hôtel de Ville de Neuilly-sur-Seine.
Critique d'art, il écrit dans L'Union Agricole. Il est l'un des principaux collaborateurs de la Revue des Beaux-Arts
Il organise une exposition de cent œuvres pour alimenter la Caisse Municipale de secours à Pont-Aven. Armand Seguin est un des participants à cette exposition.
Écrivain frondeur et indépendant, il écrit des boutades, des contes et un roman. Il fait aussi des conférences.
Il change plusieurs fois d'adresse dans Paris. Il est mentionné en 1863 au 26 rue Richer, en 1876 au 62 rue Legendre et en 1880 au 64 bis rue Dulong. Puis en 1906 il habite au 5 bis, avenue Philippe-le-Boucher à Neuilly-sur-Seine.

### Guerre de 1870
Il s'engage en 1870 et quand la guerre s'achève, il est sous-officier.

### Duel avec Philippe Félix Dupuis
Il est un des invités réguliers aux matinées que Philippe Félix Dupuis et sa femme organisent chaque semaine. Mais un jour, Philippe Félix exige un duel car il estime que son ex-ami Eugène le maltraite dans le Journal du XVIIe arrondissement qu'il dirige, ainsi, le 29 avril 1888, au cours du duel, Eugène tue Philippe Félix Dupuis d'une balle entre les deux yeux, il aurait fait la remarque suivante : « Tant pis ». Eugène Habert et les quatre témoins sont poursuivis pour meurtre et complicité puis, le 26 juin, tous sont  acquittés.

### Première Guerre mondiale et mort
Malgré son âge et son mauvais état de santé, il souhaite servir lors du déclenchement de la première Guerre mondiale en 1914. Eugène Habert meurt en août 1916 à Paris,.

## Œuvres

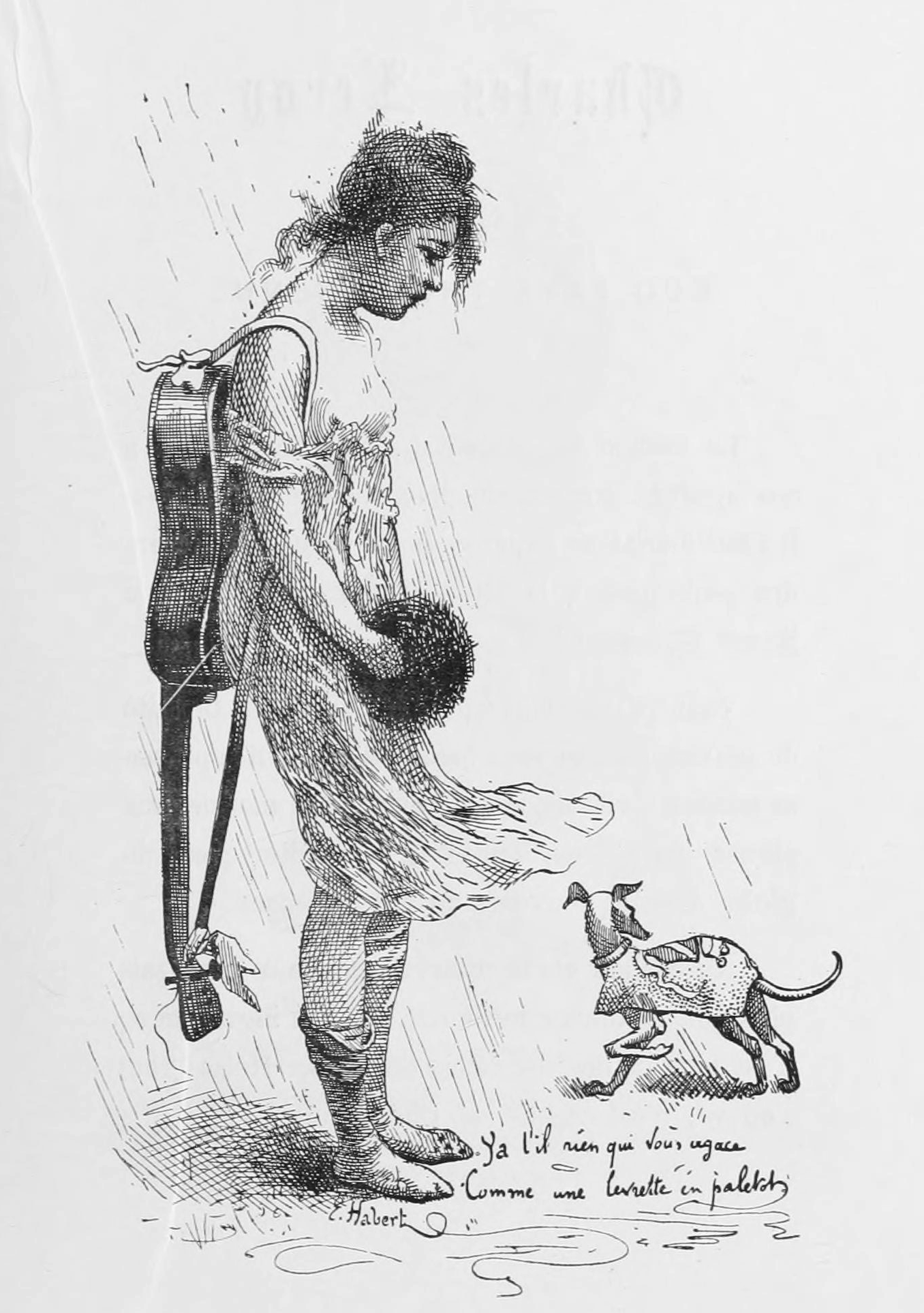
Y a-t-il rien qui vous agace comme une levrette en paletot.

### Tableaux
- La chasse aux papillons, 1864 (no 3200)[5].
- Portrait de M. H..., 1864 (no 3201)[5].
- Bonjour, ma petite cocotte, 1876[19], « jeune italienne jasant avec une perruche »[2]. (no 988) [11]
- Portrait de Mme P..., 1877[19].
- Portrait de Mlle H..., 1877[19].
- Portrait de ma petite sœur, 1877[19]. (no 2822)[20]
- La Leçon de musique, (no 1111)[21], 1878[19]. « Assise dans un fauteuil à oreilles, une jeune femme à corsage bleu joue de la mandoline; elle est jolie, gracieuse; elle lève la tête et sourit. Tableau charmant »[22]. L'œuvre est acquise par le musée de Buda-Pesth[2].
- Dernière scène d'Hernani, 1880, Scène du drame de Victor Hugo. « Dona Sol se précipite sur le corps d'Hernani mourant. Le vieillard, drapé dans son manteau noir, contemple d'un air sombre le groupe funèbre. Grand effet dramatique »[23]. Œuvre conservée à Grenoble[2]. (no 1762) 1,39 × 1,94 m[12]
- Le Mouchoir, 1880[23]. Un marchand de tableau de New-York fait l'acquisition de cette œuvre originale et suggestive et commande à l'artiste une suite d'orientales également entourées de cadres sculptés d'après les dessins du peintre, le tout pour décorer un fumoir chez M. Vanderbilt[2]. (no 1763) 1,25 × 0,45 m[12]
  - Description : « Le mouchoir est tombé aux pieds d'une jolie figure renaissance dans une pose assez poétique. Ses traits sont agréables, et sa robe, qui est l'attraction de cette toile, est peinte par des procédés que répudie l'art véritable; car on découvre dans cette robe des ingrédients chimiques de papier argenté et des éclats de verroterie. Malgré cela, ou à cause de cela, cette figure n'est pas ordinaire »[23].
  - Autre description : « Sultane fiancée, savoureuse figure peinte sur cuir, avec des poinçonnés dans les fleurons d'une robe lamée d'argent, laissant transparaaître la radieuse nudité »[2].
- La Fortune, 1884, « personnifiée par une jeune femme à l’allure de déesse, soulevant au-dessus de sa tête couronnée de lauriers, sa corne d’abondance d’où s’échappent des pièces d’or. Elle est placée sur un globe d’azur qui roule dans les nuages, et sous ses pas triomphants de petits amours enlacent une guirlande de fleurs. Jolie composition ingénieuse d’invention et bien rendue »[24].
- Jeune fille aux colombes, 1885, (no 205), dessin à la plume[25].
- Une gouache, 1885, (no 205), « Les paons ouvrent leur queue éblouissante, au fond Des autres que nos fleurs et non feuillages fond; Plus d'une nymphe y songe, et dans nos perspectives Parfois se laissant voir des nudités furtives. » (Victor Hugo)[25].
- Floréal, 1886, pastel[26].
- Fleurs de féminité, 1889, (no 1280)[27].
- Fleur mystique, 1890, Salon de Dijon[28].
- Fleurs de mai, 1892, Salon de Dijon[28].
- Profil de Mme H..., 1893[29].
- Vue d'une plage du Finistère, achetée par l'État[9].

### Peintures décoratives
- Travaux pour Ismaïl-Pacha au Caire[2].
- Il collabore avec M. Lechevalier-Chevignard, travaille deux ans au château St-Roch, chez le Comte de Montbrison, puis en Suisse et en Touraine[2].
- Château de Vals en Ardèche[2].
- Hôtel de Mme Hortense Schneider, avenue du Bois-de-Boulogne[2].
- Un château à Castel Beuvronne dans le Loiret[2].
- En 1899, décoration d'une salle à manger estivale au grand hôtel de Beg-Meil, où, « symbolisant le bocage et la mer sir[Quoi ?] heureusement mêlés dans la ravissante baie de la Forest, il composa un fort beau plafond avec des sirènes offrant des coraux, des anémones et d'irisées méduses aux jeunes faunes, en échange des mimosas, des camélias et de toute la flore des champs »[2].
- Hôtel de Ville de Neuilly-sur-Seine[3], panneau décoratif sur le sujet Le chêne de François 1er[9].
- panneau décoratif, 1906 (no 66)[13]
- Bacchante, panneau décoratif peint à l'huile, 1863, Exposition des Beaux-Arts appliqués à l'industrie[4].

### Écrits
- Boutade : « Les médailles au Salon s'obtiennent par beaucoup plus de coups de chapeau que de coups de pinceau. »[2].
- Contes bretons[2].
- La Lame et le Fourreau (roman)[2].
- Diana de Bellacoca (conte illustré par lui)[2].
- Il est le directeur du Journal du XVIIe arrondissement, un petit magazine d'art[14].